# Ёрш (подводная лодка)
«Ёрш» — российская подводная лодка типа «Барс». Построена в 1914—1917 годах, входила в состав Балтийского флота. В Первой мировой войне принять участие не успела, была достроена как подводный минный заградитель, служила до 1931 года.

## История строительства
«Ёрш» был номинально заложен 3 июля 1914 года на заводе «Ноблесснер» в Ревеле, предназначался для Сибирской военной флотилии. Фактически строительство корабля было передано Балтийскому заводу в Санкт-Петербурге. 27 февраля 1915 года лодка включена в списки Балтийского флота, передача Сибирской флотилии была отменена. 11 ноября 1916 года из-за острой потребности Балтийского флота в подводных минных заградителях было принято решение переоборудовать лодку. «Ёрш» получил устройство для постановки мин по образцу подводной лодки «Краб». Установка внутренних горизонтальных минных труб, располагавшихся на протяжении со 140-го по 218-й шпангоут, потребовала значительных переделок корпуса, особенно в кормовой части. Основным вооружением корабля стали 42 морские мины типа «ПЛ» в двух минных трубах, из торпедного вооружения были оставлены только два носовых аппарата калибра 457 мм. Кроме «Ерша» по этому проекту была переоборудована «Форель».
Спуск «Ерша» на воду состоялся весной 1917 года, 25 октября 1917 года лодка вступила в строй и вошла в состав Красного флота.

## История службы
В 1917 году экипаж лодки принимал активное участие в Февральской и Октябрьской революциях. В 1918 году «Ёрш» участвовал в Ледовом походе, 21—25 февраля перейдя из Ревеля в Гельсинфорс, а 5—10 апреля — из Гельсинфорса в Кронштадт. Летом 1918 года лодка прошла ремонт и в начале августа была зачислена в действующий дивизион подводных лодок, однако 1 октября 1918 года на ней произошла авария, и «Ёрш» снова отправился в ремонт.
К маю 1919 года «Ёрш» снова в боевом составе, в конце года действовал на Ладожском озере.
В 1921 году лодка была переименована в ПЛ-9. 1 ноября 1922 года столкнулась с «ПЛ-5» по её вине, была легко повреждена. 31 декабря 1922 года переименована в «Рабочий». 19 июня 1923 года столкнулась с подводной лодкой «Большевик». В 1923—1924 годах «Рабочий» прошёл капитальный ремонт, в середине июня 1924 года при участии комиссии осуществила учебную минную постановку у Толбухина маяка.
22 мая 1931 года произошла катастрофа: во время совместных ночных учений «Рабочий» под командованием Николая Царевского в надводном положении был протаранен в левый борт однотипной лодкой «Красноармеец». «Рабочий» получил пробоину в прочном корпусе «размером с ладонь», однако она находилась в недоступном месте — за главной судовой магистралью. Верхняя вахта спустилась в лодку, была начата борьба за живучесть, однако поступление воды остановить не удалось, и через пять минут после столкновения «Рабочий» затонул вместе со всем экипажем в 45 человек. В результате расследования были арестованы и осуждены три члена экипажа «Красноармейца»: назначенный за три дня до аварии вахтенный начальник И. В. Тиманов, командир А. Д. Атавин и военный комиссар В. Н. Толкачёв.
Лодка была обнаружена на дне только в следующем, 1932 году на крайне тяжело доступной для водолазов глубине в 84 метра (в то время декомпрессионные таблицы были разработаны только для глубин до 45 метров, поэтому спуски к находке стали рекордными), причём в процессе поисков сперва был обнаружен броненосец «Русалка», пропавший без вести в море ещё в 1893 году, и лишь позднее всего в нескольких десятках метров от «Русалки» обнаружили и искомую лодку.
К. Д. Золотовский (военный моряк, водолаз, участник Великой Отечественной войны, писатель), в 1930-е годы работавший в ЭПРОНе, посвятил поискам «Рабочего» рассказ «Девятка» из сборника рассказов «Рыба-одеяло». Там он довольно точно указывает глубину и положение находки:
Семьдесят семь метров.

– Я на грунте, – доложил водолаз. – Осматриваюсь. Судно. Лежит торчком на высокой скале.

– «Девятка»?

– Нет.

– «Единорог»?

– Нет. Броненосец! <…>

– «Русалка», – сообщил Разуваев.
В марте-июле 1933 года «Рабочий» был поднят спасательным судном «Коммуна». Подъём производился ступенчатым методом с шагом 12-15 метров, что позволило существенно сократить объём труда водолазов, хоть и растянуло процесс на четыре месяца. Экипаж «Рабочего» был захоронен в братской могиле на Городском Русском кладбище в Кронштадте.
Ввиду нецелесообразности восстановления остов «Рабочего» был разделан на металл, лодка была исключена из состава флота.